# Lepanthes microglottis
Lepanthes microglottis är en orkidéart som beskrevs av Rudolf Schlechter. Lepanthes microglottis ingår i släktet Lepanthes och familjen orkidéer.
Artens utbredningsområde är Costa Rica. Inga underarter finns listade i Catalogue of Life.